# 索茲 (美國)
索茲是位於美國喬治亞州摩根縣的一個非建制地區。該地的面積和人口皆未知。

## 地理
該地的座標為33°32′39″N 83°18′25″W / 33.54417°N 83.30694°W，而該地的平均海拔高度為150米（即492英尺）。